# قائمة الطوائف الغنوصية
القائمة التالية هي قائمة الطوائف التي لها علاقة بالغنوصية:

## الفترة القديمة

### الغنوصية السورية-المصرية
- برديصان
- بازيليديه 
  - الهيراكلونيين [1]
- الهرمسيين
  - البطليمسيون [2]
- الزحلييين
- شيثية
  - الفاسليين
- التوماوين
- الفالينسيين

### الغنوصية الفارسية
- المندائية
- المانوية
- الضيهورية
  - البانسيين
  - الاستاتي
  - الاوديوسية
  - الشينانغية
- الصابئة

### البدع المسيحية الغنوصية
- الكردونيون
  - مرقيونية (ليس غنوصية بالكامل)
    - الأبلسيون
    - اللوسيانيون [3]
- الكولورباسيون
- الديسثيون (يمكن أن يكونوا متفرعين عن السمعانيين أو الغنوصية الأساسية)
- السمعنيون
  - المنندريون [4]

### آخرين
- الايبليون [5]
- المحبون
- الوجيون
- الملائكيون [6]
- الانتيتاكتاي
- المائيون
- الحاكميون
- الاسكودريون
- الباربليون
- الديصانيون
- البوربويون
  - الكوديون
  - الاويون[7]
  - الفيبيونيون [8]
  - الجيشيون
- القاينيون
- الكاربوكراتيسيون
- الكرنثيون
  - الأدميون
  - المارسيليانيون
- الكليوبيون [9]
- الدوسيتيون
- الكسائية
- ذو السيطرة الذاتية
  - المتنازلون
  - السيفريون
- الماركوسيون
- يميساليون
- النيكولية
- الأوفية
  - النحشية
  - العابرون
- البريسيلية
- السيكونديانية [10]
- سلوكسيون

## فترة العصور الوسطى
- الغيرملموسيون
- الباغلونيين
- بوغوميل
- الكنيسة البوسنية
- كاثار
  - الأخوة السوداء
  - المؤمنون
  - العابرون
  - اللقاطون
- النوفوغورديون - يعتقد أنهم يتبعون مخطوطة نوفوغورد الثنائة الديانة.
- البيلكية الأرمنية.
  - الأرنولديون
- البكاريون (أدميون جدد)
- التوندراكيون

## فترة العصر الحديث
- طبائع بشريون
- علم مسيحي
- كنيسة القديسين مريم ويوحنا
- الكنيسة الغنوصية[11]
- الكنيسة الغنوصية الكاثوليكية
- الكنيسة الأسرار الغنوصية
- كنيسة الأسرار الفرنسية
- المجتمع الغنوصي
- التجمع المقدس للإنسان
- كنيسة اليوحانيون
- منضدة الصليب الوردي
- الماكرون
- كنيسة لوسيفر الجديدة
- جماعة الشيطان
- جماعة النصارى الإيسنيين [12]
- جمعية الروح الجديدة
- جمعية منارة القمة
- كنيسة الشمول والنصر
- جمعية معبد الهيكل
- ثيوصوفية
- التيمانيون
- معبد النسر الأبيض
- جماعة الهيكل الشرقي

## الحواشي
1. ↑  راجع Against the Heracleonites ل أبيفانيوس نسخة محفوظة 23 ديسمبر 2019 على موقع واي باك مشين.
2. ↑  See Against the Ptolemaeans by Epiphanius نسخة محفوظة 23 ديسمبر 2019 على موقع واي باك مشين.
3. ↑  See Against the Lucianists by Epiphanius نسخة محفوظة 23 ديسمبر 2019 على موقع واي باك مشين.
4. ↑  The آتباع مناندر الذين قاضو حركة انفصالية ضد السمعانيين. راجع Against Menander لابيفانيوس نسخة محفوظة 23 ديسمبر 2019 على موقع واي باك مشين.
5. ↑  راجع Abelites في الموسوعة اليهودية نسخة محفوظة 12 ديسمبر 2017 على موقع واي باك مشين.
6. ↑  راجع Against the Angelics لأبونيفاريس. نسخة محفوظة 15 ديسمبر 2019 على موقع واي باك مشين.
7. ↑  طائفة أعنوصية أتى ذكرهم في البلانريون Against the Nicolaitans, 2,1 ويسمون البوربويون Borborites. نسخة محفوظة 23 ديسمبر 2019 على موقع واي باك مشين.
8. ↑  اسم أخر للغنوصية وقد تكون نظام مختلف تماما. راجع Proem I, 5,4 نسخة محفوظة 23 ديسمبر 2019 على موقع واي باك مشين.
9. ↑  بلنت. ص. 109. "Cleobians"
10. ↑  راجع Against the Secundians لإفانيوس. نسخة محفوظة 15 ديسمبر 2019 على موقع واي باك مشين.
11. ↑  راجع Churchsmsj.org نسخة محفوظة 12 ديسمبر 2017 على موقع واي باك مشين.
12. ↑  راجع موقع Essenes.com نسخة محفوظة 06 نوفمبر 2017 على موقع واي باك مشين.